# دنیاگیری کووید-۱۹ در یونان
دنیاگیری کووید-۱۹ در یونان بخشی از دنیاگیری بیماری کروناویروس ۲۰۱۹ در جهان است. 
اولین مورد تأیید شده در یونان در ۲۶ فوریه ۲۰۲۰ در شهر سالونیک اعلام شد، وی یک زن ۳۸ بوده که به شمال ایتالیا سفر کرده بود.